# Усоље-Сибирскоје
Усоље-Сибирскоје (рус. Усолье-Сибирское) град је у Русији у Иркутској области. Према попису становништва из 2010. у граду је живело 83.364 становника.

## Становништво
Према прелиминарним подацима са пописа, у граду је 2010. живело 83.364 становника, 6.797 (7,54%) мање него 2002.
| 1939.  | 1959.  | 1970.  | 1979.   | 1989.   | 2002.  | 2010.  |
| ------ | ------ | ------ | ------- | ------- | ------ | ------ |
| 19.909 | 48.494 | 86.747 | 103.036 | 106.496 | 90.161 | 83.327 |